# Нанкинский пейзаж
«Нанкинский пейзаж» — российский художественный фильм, снятый режиссёром Валерием Рубинчиком по сценарию Андрея Бычкова в 2006 году. На Московском международном кинофестивале (2006) картина получила специальный приз Федерации киноклубов России.

## История создания
Сценарий фильма был написан за полтора десятилетия до выхода «Нанкинского пейзажа» на экраны и представлял собой дипломную работу выпускника Высших курсов сценаристов и режиссёров Андрея Бычкова, положившего в её основу сюжет собственного рассказа «В следующий раз осторожнее, ребята». Работа была доброжелательно встречена коллегами и получила приз Эйзенштейна немецкой кинокомпании «Гемини-фильм» и Гильдии сценаристов России (1994), а также специальный приз Международного Ялтинского кинорынка (1993).
Согласно сценарию, действие картины происходило в точно обозначенное время: 1968 год, «события в Париже, в Праге, расцвет рок-музыки, в литературе Кортасар, Антониони». Однако Валерий Рубинчик в процессе съёмок перенёс сюжет «в глубь не столь уж далёкой истории», результатом чего стала некоторая «размытость эпохи»; впоследствии столь вольное обращение со временем вызвало недовольство Бычкова, заявившего, что режиссёр «утянул всё куда-то в глухой сталинизм».
Во время кинопроб Рубинчик обозначил требования к будущим исполнителям: он искал актёров «без биографии» и сериальной узнаваемости. Герои, по мнению режиссёра, не должны быть «однозначными и прямолинейными»:
Теперь у героя должна быть в жизни какая-то чёрная дыра, запретная зона: нечто, о чем не говорится впрямую, но что составляет весомую часть его жизни, о которой зритель теперь должен догадываться сам. На основании этих предположений можно сказать, что на смену герою 1990-х (который сперва стрелял, а потом уже думал) приходит герой новый — рефлексирующий.

## Сюжет
В фильме переплетены две истории, в каждой из которых участвует один и тот же герой. Действие первой происходит в советской Москве. Однажды летом сотрудник фарфоровой мастерской Александр (Константин Лавроненко) заходит в уличный павильон «Пиво — воды». Взяв «белого и пару пива», он пристраивается к компании выпивающих мужчин, среди которых выделяется Лысый (Егор Баринов). В разговоре кто-то упоминает, что Лысому надо заказать парик, и рекомендует обратиться к знакомой парикмахерше Наде.
Слова о парике вызывают интерес у Александра, который начинает рассказывать, что несколько лет назад, находясь в командировке в Южном Китае, он познакомился в гостинице с британцем по имени Давид. Как-то, зайдя в буддийский храм, тот увидел красивую китаянку и влюбился в неё; девушка откликнулась на его чувства. Однако её старый отец категорически протестовал против этого брака. Когда Давид попытался сбежать вместе с возлюбленной в Лаос, старик настиг их на мосту и выстрелил из ружья. Давид упал в реку и погиб, а девушка спаслась и вскоре родила девочку. По настоянию отца она отказалась от младенца. Александр забрал ребёнка себе. Этот рассказ становится основой второй — китайской — истории фильма.
Получив адрес Нади (Дарья Мороз), Александр и Лысый отправляются к ней домой. Девушка производит приятное впечатление на обоих, однако она не скрывает, что Александр ей симпатичен, а Лысый, недавно вышедший из тюрьмы, вызывает опасения. Роман между молодыми людьми развивается неспешно: Александр неприкаянно бродит по городу, сидит в театре, выпивает дома в одиночестве; встречаясь с Надей, читает ей стихи Мандельштама про то, как «роскошно буддийское лето». Но память постоянно возвращает его в Китай. Случайно зайдя в студию звукозаписи, он в отчаянии признаётся незнакомой работнице, что не хочет больше жить чужой жизнью и раз за разом тонуть в жёлтой китайской реке.
Московский сюжет завершается в Надиной квартире, куда в отсутствии хозяйки приходят оба соперника. Лысый объявляет о своём поражении в любви. Прощаясь, он наносит Александру два ножевых удара, затем бросает на него снятый со стены ковёр с нанкинским пейзажем, после чего покидает жилище.
Китайская драма заканчивается во время ритуала, связанного с возвращением умерших. Люди направляются к реке с маленькими бумажными лодочками в руках, на которых зажжены тысячи свечей. Эти огоньки должны помочь ушедшим найти дорогу в мир людей. Александр тоже включается в действо: берёт кораблик с лампадкой, бросается в реку, плывёт и громко зовёт свою Чженьцзин.

## Отзывы и рецензии
Лента Рубинчика обладает какой-то необычной формой воздействия, покоряя ближе к финалу и уже не отпуская впоследствии. И чем дальше отстраняешься от времени просмотра, тем очевиднее пытаешься постичь своеобразную гексаграмму из «Книги перемен», стремишься без прежней опаски заглянуть в выпавшую героям Кань — то есть Бездну, которая словно на роду написана всем тем, кому суждено жить в пору существования тоталитарных режимов.
Фильм вызвал определённое недоумение в рядах кинокритиков; основная претензия к картине была связана с излишней зашифрованностью происходящих событий. Так, в репортаже о конкурсной программе «Кинотавра», в которой был представлен и «Нанкинский пейзаж», обозреватель Леонид Павлючик отметил, что некоторые признанные мэтры, в том числе Рубинчик, «обманули ожидания»: его лента впечатлила изысканной стилистикой и одновременно поставила в тупик «туманным по смыслу содержанием».
В замешательстве после премьеры оказалась и корреспондент «Российской газеты» Наталья Басина; по её словам, в фильме Рубинчика «всё растушёвано играми воображения до полной непонятности», начиная от времени действия и заканчивая героями, миссия которых так до конца и не прояснена. Озадачили критика и обильные цитаты из мирового кинематографа, которые в «Нанкинском пейзаже» легко читаются, но при этом несут совершенно загадочную функцию. Тем не менее Басина признала, что картина может оказаться в фаворитах «Кинотавра», потому что кино Рубинчика — «торжествующее, мастерски изощрённое и детски простодушное в своем желании показаться во всей красе».
Своё мнение по поводу фильма высказал и Андрей Бычков. Он оценил мастерскую работу оператора и актёров, одобрил общую «пластичность» ленты, но одновременно заметил, что создавал сценарий для другого кино:
Сценарий был мужской, а кино получилось каким-то женским. Пропал куда-то весь задор. По Рубинчику, так и вся китайская история, которую рассказывает герой, — вымысел. Но по сценарию-то она правда!
Ответом тем, кому фильм показался «китайской грамотой», стала рецензия киноведа Сергея Кудрявцева. Он пояснил, что Валерий Рубинчик с давних пор был приверженцем «амбивалентности действительности» — подобные мотивы заметны и в его прежних работах. В «Нанкинском пейзаже» эта тема усилена, поэтому мир, в котором пребывают герои, кажется призрачным и иллюзорным. Киновед напомнил о картинах средневекового нанкинского художника Гун Сяня, у которого в «пейзажах сновидений» не было логических сцеплений между отдельными фрагментами. В ленте Рубинчика присутствует подобное «припоминание сна, настойчивое ощущение дежавю не столько в личном плане, сколько в общественно-историческом». Подобные мотивы уловил и кинокритик Михаил Трофименков, увидевший в фильме персонажей, которые «то ли были, то ли вообразили себя героями другой, экзотической и романтической жизни».

## В ролях
| Актёр                 | Роль              |
| --------------------- | ----------------- |
| Константин Лавроненко | Александр         |
| Дарья Мороз           | Надя / Чженьцзин  |
| Егор Баринов          | Лысый             |
| Юй Хань               | Девочка           |
| Пётр Янданов          | Старик            |
| Марианна Рубинчик     | Буфетчица         |
| Ли У Сяо Фан          | Монахиня          |
| Ольга Литвинова       | Девушка-сантехник |
| Анастасия Аравина     | Дама в автомобиле |
| Юлия Кошкина          | Дама в театре     |
| Александр Миронов     | Бычков            |
| Мария Букнис          | Эпизод            |

## Создатели фильма
- Валерий Рубинчик — режиссёр
- Андрей Бычков — автор сценария
- Виктор Шерстопёров — оператор
- Бенджамин Баршай — композитор
- Ирина Алексеева — художник-постановщик
- Дмитрий Андреев — художник по костюмам
- Игорь Урванцев — звукорежиссёр

## Награды и фестивали
- Московский международный кинофестиваль (2006) — специальный приз Федерации киноклубов России
- «Кинотавр» (2006) — номинация «Главный приз»
- «Золотой орёл» (2007) — номинации «Лучшая работа художника по костюмам» и «Лучшая работа художника-постановщика»